# Grójec
Grójec (udtale: [ˈɡrujɛt͡s])  er en by der ligger i det østlige, centrale Polen, i den vestlige centrale del af voivodskabet Masovien (Województwo mazowieckie) og har 17.037(2021) indbyggere og et areal på	8,52  km². Den er en del af powiatet (amt) Grójec.
Grójecs omgivelser anses for at være det største område med æbleavl i Polen. Det siges, at regionen også udgør den største æbleplantage i Europa. Statistisk set bliver hvert tredje æble, der sælges i Polen, dyrket i Grójec – et unikt lokalt mikroklima sørger for deres smukke røde farve.

## Historie
I det 11. og 12. århundrede var Grójec sæde for en kastellan, som derefter blev flyttet til Czersk. Det blev tildelt byrettigheder i 1419 af hertug Janusz 1. af Warszawa fra Piast-dynastiet.